# Grosse Pointe Woods
Grosse Pointe Woods – miasto w Stanach Zjednoczonych, w stanie Michigan, w hrabstwie Wayne.